# Ixoreae
Ixoreae es una tribu de plantas pertenecientes a la familia Rubiaceae. 

## Géneros
Géneros en wikispecies
- Ixora - Scyphiphora

Géneros según NCBI
- Captaincookia - Doricera - Ixora - Myonima - Scyphiphora - Thouarsiora - Versteegia[1]